# بقم أرجنتيني
بقم أرجنتيني (الاسم العلمي:Caesalpinia argentina) هو نوع من النباتات يتبع جنس البقم من الفصيلة البقولية.